# جون د. بالكلي
جون د. بالكلي (بالإنجليزية: John D. Bulkeley)‏ هو ضابط أمريكي، ولد في 19 أغسطس 1911 في نيويورك في الولايات المتحدة، وتوفي في 6 أبريل 1996 في سيلفر سبرينغ في الولايات المتحدة.